# Welser Autobahn
Die Welser Autobahn A 25 (bis 2003 Linzer Autobahn) ist eine Autobahn in Oberösterreich. Sie ist Teil der Europastraße 552 und verbindet die West Autobahn (A 1) beim Knoten Haid mit der Innkreis Autobahn (A 8) beim Knoten Wels. Sie ist mit etwa 19,7 Kilometern eine der kürzesten Autobahnen Österreichs, nimmt aber u. a. den Transitverkehr von der Westautobahn Richtung Innkreisautobahn und weiter nach Deutschland auf.
Zunächst führt die A25 westwärts unmittelbar südlich der Traun entlang, die sie bei Au an der Traun quert. In der Welser Heide führt sie nunmehr östlich und nördlich um Wels herum bis zu ihrem Endpunkt, dem Knoten Wels bei dessen Ortsteil Oberthan.
Zum Namenswechsel kam es im Jahr 2003 durch die Bundesstraßengesetz-Novelle BGBl. I Nr. 50/2002, die eine neue Autobahn im Linzer Stadtgebiet (Linzer Westring A 26) vorsieht, diese als Linzer Autobahn bezeichnet und gleichzeitig die A 25 in Welser Autobahn umbenannte.
Mit der B 1, die in den 1970er-Jahren zwischen Wels und Linz als Welser Schnellstraße (S 38) geplant war, ist die Welser Autobahn bei der Anschlussstelle Wels-Ost verknüpft.
| Eröffnung  | Streckenabschnitt            | Länge     |
| ---------- | ---------------------------- | --------- |
| 25.08.1976 | Knoten Haid – ASt Wels Ost   | 11,956 km |
| 19.08.1977 | ASt Wels Ost – ASt Wels Nord | 4,896 km  |
| 27.08.1982 | ASt Wels Nord – Knoten Wels  | 2,882 km  |